# Serra morenica di Ivrea
La Serra morenica di Ivrea (o più semplicemente Serra d'Ivrea) è un rilievo morenico di origine glaciale risalente al periodo quaternario; appartiene al vasto complesso dell'Anfiteatro morenico di Ivrea.
Si estende dal territorio di Andrate (in provincia di Torino) fino alle porte di Cavaglià (in provincia di Biella), Alice Castello e Borgo d'Ale (in provincia di Vercelli) ed è la più grande formazione del genere esistente in Europa.

## Storia
La Serra si è formata durante il pleistocene (fase glaciale che viene suddivisa dalla letteratura tradizionale (ripresa in Francani, 1997) in Mindel, Riss e Würm). Testimonianze di questi eventi glaciali sono ben evidenti nel Canavese sotto forma di depositi glaciali e fluvio-glaciali.
La lingua glaciale e il relativo cordone morenico che maggiormente si spinse verso sud fu quello mindeliano. In particolare ci si riferisce all'anfiteatro morenico di Ivrea, che si sviluppa a nordest dell'area interessata dalla formazione, dove sono ben evidenti le varie pulsazioni glaciali che hanno prodotto imponenti accumuli morenici e appunto tra questi si segnala la Serra di Ivrea (morena laterale sinistra del ghiacciaio della Valle d'Aosta) che ha il suo omologo nei rilievi di Bairo ed Agliè, di forma meno regolare.

## Descrizione

### Caratteristiche

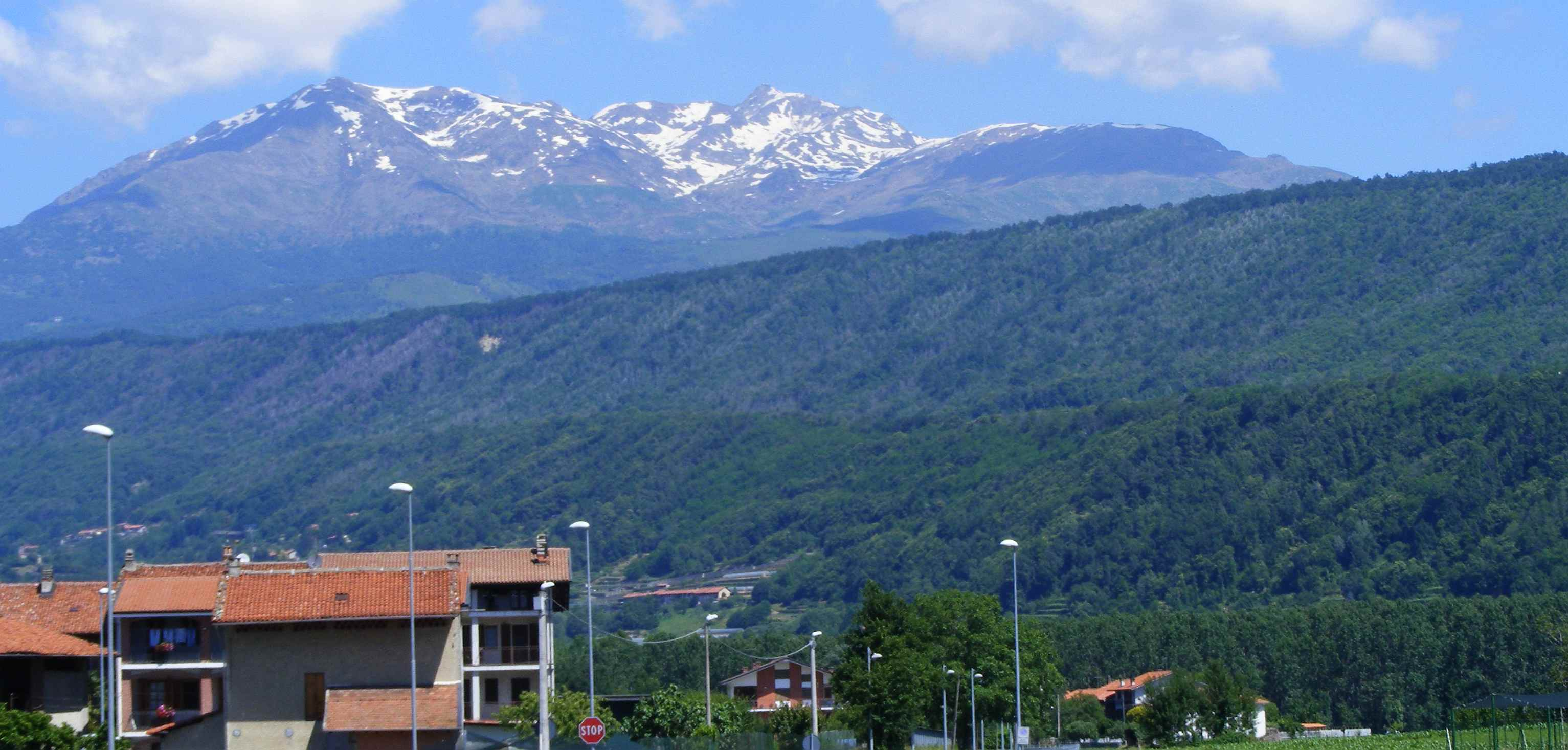
La Serra vista da Bollengo, a sinistra il Mombarone

La Serra ha origine sulle pendici meridionali della Colma di Mombarone (2.371 m) e si dirige con percorso quasi rettilineo verso sud-est per circa 20 km fino a sfrangiarsi nelle alture che circondano il Lago di Viverone.
Dal punto di vista geomorfologico è costituita da una serie di creste sub-parallele la più alta delle quali raggiunge un dislivello massimo di 600 metri rispetto alla pianura interna all'anfiteatro morenico nella zona di Andrate. Questo dislivello si riduce gradualmente verso est fino a toccare i 250 metri circa nei pressi di Zimone. La cresta principale si situa al confine tra la Provincia di Torino e quella di Biella; tra i cordoni morenici che la fiancheggiano in territorio Biellese scorrono alcuni corsi d'acqua i più rilevanti dei quali sono i torrenti Olobbia e Viona, entrambi tributari dell'Elvo.
Dal punto di vista geologico è costituita dall'insieme di cordoni morenici depositati alla sinistra orografica del fiume Dora Baltea, a partire dalle pendici del Mombarone fino a Cavaglia; alla destra della Dora c'è una morena che dal Monte San Gregorio si estende fino a Montalenghe, tagliata dal torrente Chiusella. Le due formazioni moreniche sono unite dai rilievi formati dal materiale depositato dal fronte del ghiacciaio Balteo o della Valle d'Aosta a formare un ipotetico anfiteatro.
Si narra che un tempo l'anfiteatro morenico racchiudesse un grande lago che defluiva nei pressi di Cavaglià, dove c'è un avvallamento denominato Dora Vecchia, successivamente, ai tempi del dominio romano, l'acqua sarebbe stata fatta defluire a Mazzè lasciando due laghi residui, il lago di Viverone e il lago di Candia. La zona ai piedi della Serra è ricca di laghi di origine glaciale: i principali sono il lago di Viverone, quello di Bertignano e il gruppo dei cinque laghi, il più vasto dei quali è il Sirio; qualche piccolo specchio d'acqua si trova anche tra i cordoni morenici della Serra, come lo Stagno di Prè.

### Tutela naturalistica
Buona parte della Serra morenica è inclusa in un sito di interesse comunitario denominato Serra di Ivrea (cod.IT1110057) della Regione Piemonte, designato inoltre come Zona Speciale di Conservazione. La zona della Serra costituisce inoltre un Geosito.